# Love Will Keep Us Together
"Love Will Keep Us Together" is een nummer geschreven door Neil Sedaka en Howard Greenfield. Sedaka nam het voor het eerst op in 1973. Broer en zus Mac en Katie Kissoon namen in 1973 ook een versie op. Het Amerikaanse popduo Captain & Tennille coverde het in 1975; hun versie werd een wereld hit.